# Lugazi
Lugazi ist eine Stadt in der Central Region in Uganda. Sie ist Teil des Distrikts Buikwe und eine Gemeinde des Distrikts.

## Geografie
Die Stadt liegt am Kampala-Jinja Highway, ca. 45 Straßenkilometer östlich von Kampala, Ugandas Hauptstadt und größter Stadt. Sie liegt ca. 23 Straßenkilometer östlich von Mukono, der nächstgelegenen größeren Stadt, die ebenfalls am Highway zwischen Kampala und Jinja liegt. Die durchschnittliche Höhe in Lugazi beträgt ca. 1204 Meter.

## Bevölkerung
Im August 2014 bezifferte eine Volkszählung die Einwohnerzahl auf 114.524.

## Bildung
Mit der University of Military Science and Technology befindet sich eine höhere Bildungsinstitution der Streitkräfte Ugandas in der Stadt.

## Religion
Der Hauptsitz des Bistums Lugazi befindet sich in der Stadt.